# Cesare Bassano

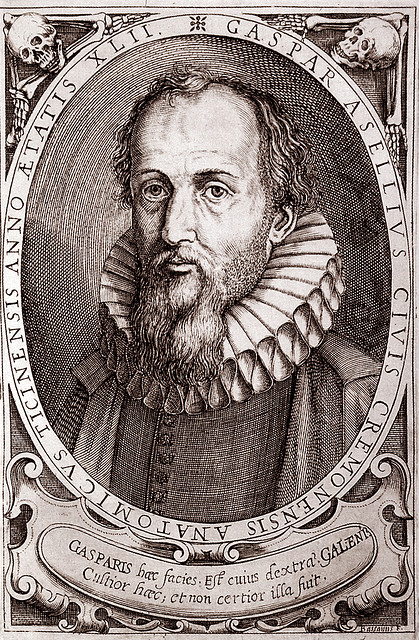
Gaspare Aselli, incisione di Cesare Bassano

Cesare Bassano (Milano, 1584 – 1648) è stato un incisore e pittore italiano.

## Biografia
Quasi nulla si conosce della sua vita se non che fu attivo a Milano e che la sua produzione nota è costituita da illustrazioni per libri, sia di ritratti che di soggetti appartenenti al regno animale e vegetale. Di lui rimangono alcune incisioni: 
- Ritratto di Gaspare Aselli[1]
- Frontespizio funebre di Papa Pio III
- Natività